# 南皮赛恩语
南皮賽恩語是一種已滅亡的意大利語族語言，屬于奥斯坎-翁布里亚语支，是意大利中東部和南部的薩比內人所操的一種語言，薩比內人部落與南面的羅馬人是近鄰，儘管他們稱自己為薩菲諾人。南皮赛恩语和北皮塞恩语没有关系，后者的分类仍无定论。
南皮赛恩语文本起初比较难以理解，不过有些词明显是印欧语。1983年，人们发现其中两个明显多余的标点实际上是简化字母，于是逐步加深了理解，并於1985年完成譯解，它所使用的是意大利字母，包括一些其他語言不曾見過的特徵。自從那時，南皮賽恩語就被歸入奥斯坎-翁布里亚语支，既不是奧斯坎語，也不是翁佈裏亞語，或者整个奥斯坎-翁布里亚语支应被视作一个方言连续体。大多数“次要方言”的证据很少。
保存至今的大約有五十多個牌銘，刻於公元前六到四世紀，皆發現於皮賽恩，坎帕尼亞、盧卡尼亞、佈魯提烏姆，薩比內的首都庫雷斯也陸續有發現。

## 语料

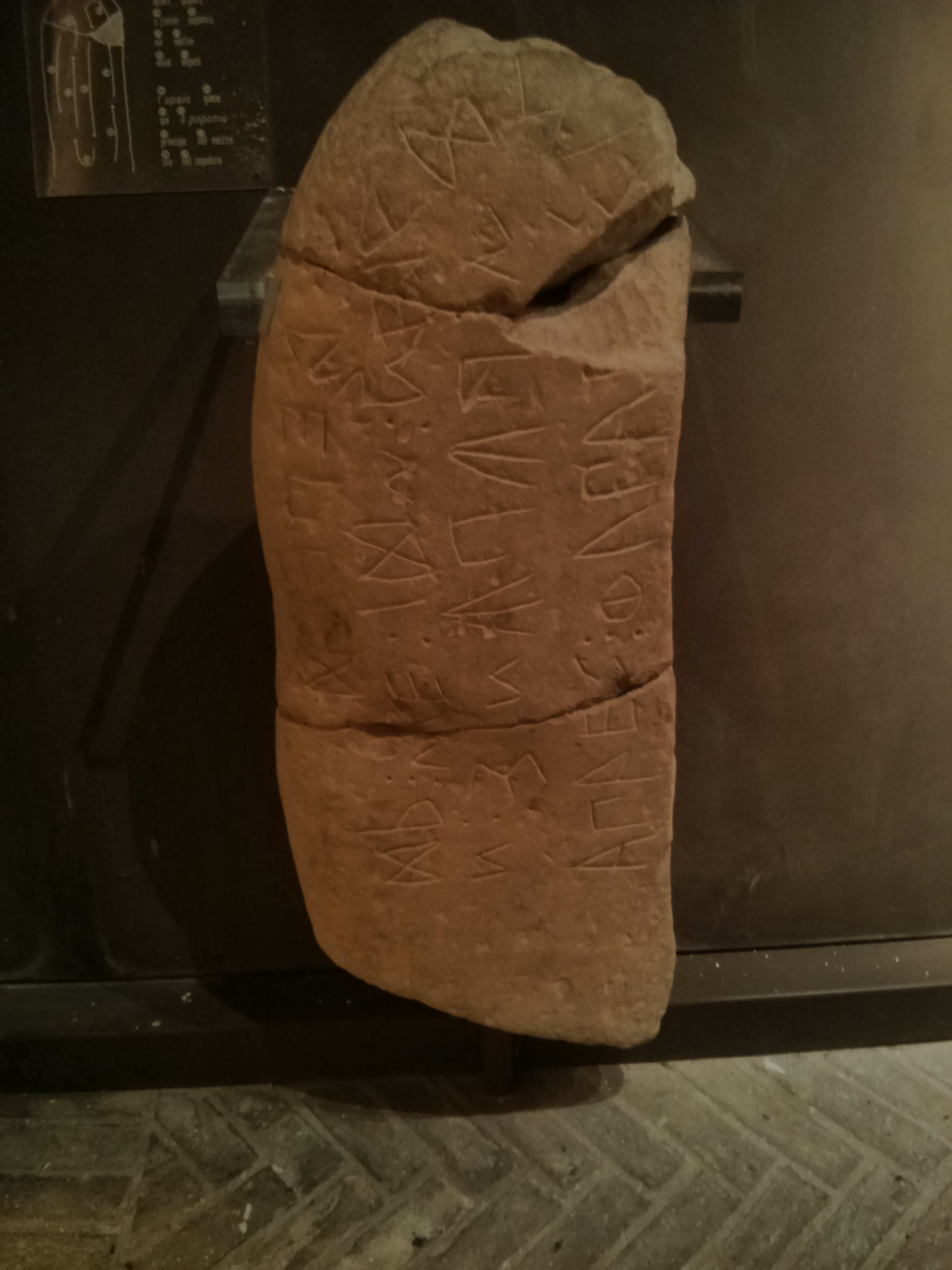
洛罗皮切诺石碑

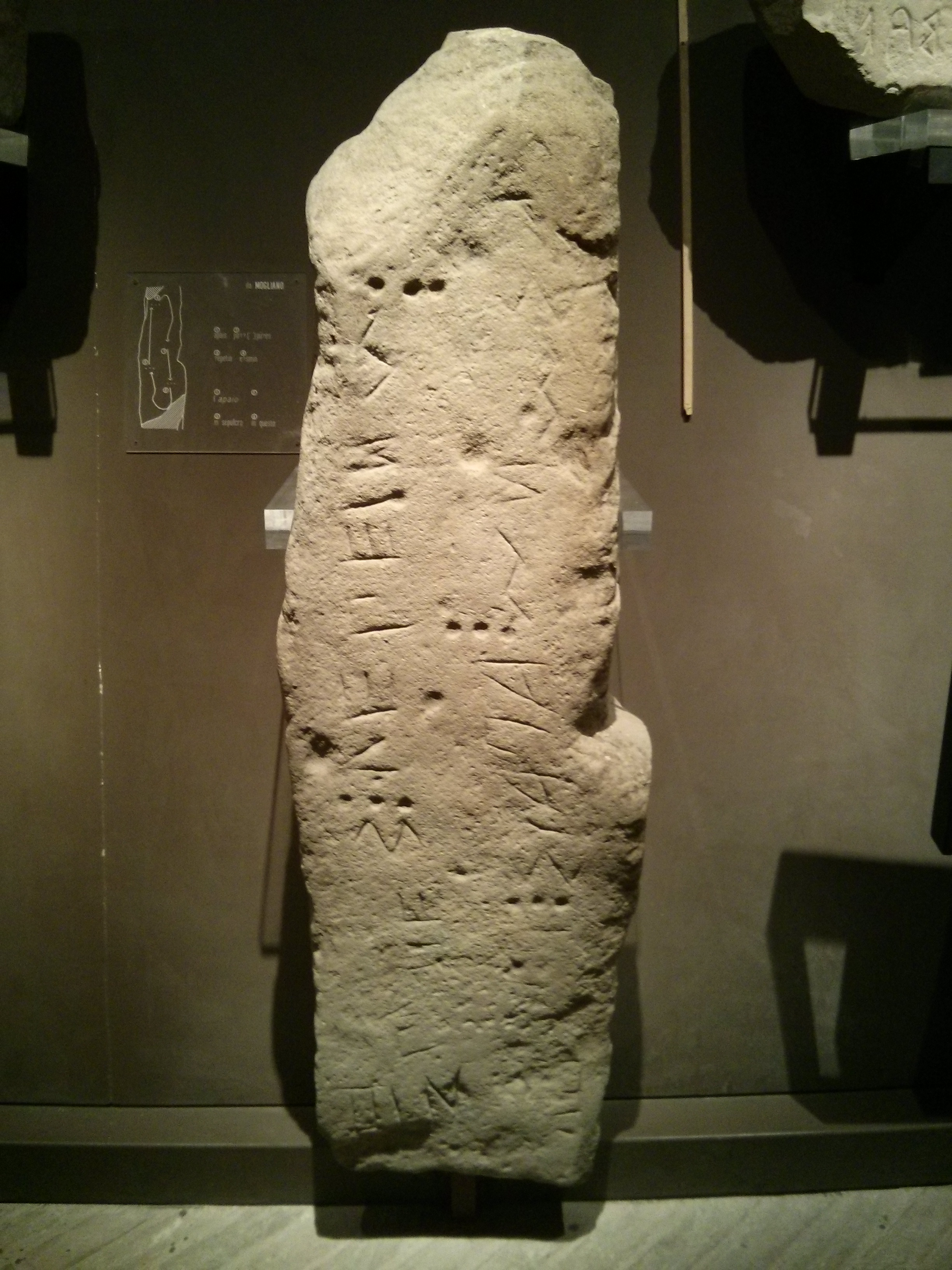
莫利亚诺石碑

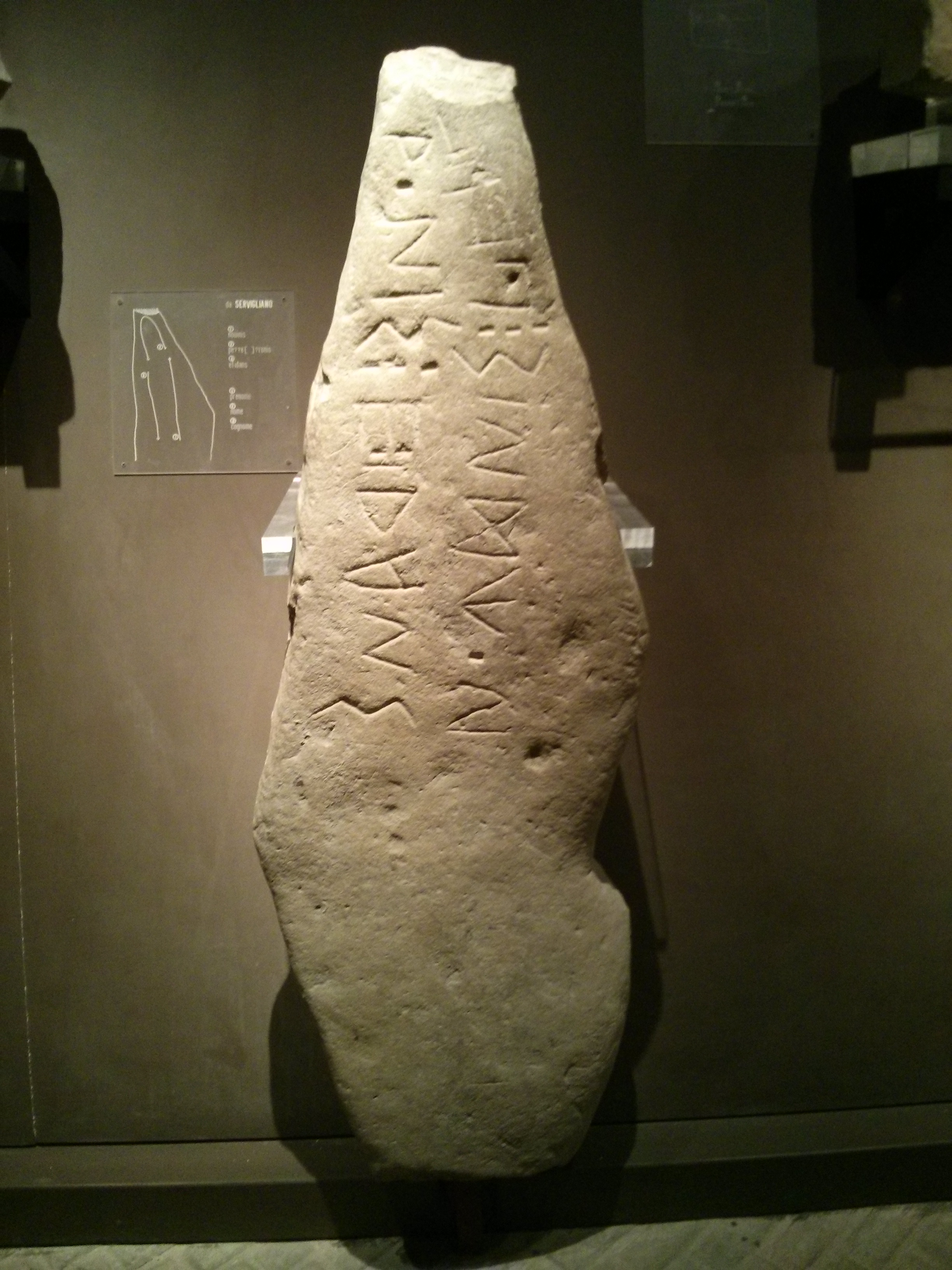
塞尔维利亚诺石碑

南皮赛恩语铭文有公元前6至4世纪间的23块石刻或青铜铭文，年代根据字母特征与考古背景估算。由于已知的皮肯特斯人历史要等到公元前3世纪的罗马征服才可知，这些铭文为我们打开了一扇窗，让我们了解他们远在罗马王国晚期的文化。碑大多是用砂岩或石灰石雕刻而成的整体或残缺不全的碑文或墓志，也有一些是不朽的雕像。
典型的墓碑上刻有墓主的面容或身形，碑文呈螺旋状环绕死者或在其下方，按顺时针方向、或牛耕式转行书写法、或竖直书写。阿斯科利皮切诺、基耶蒂、泰拉莫、法诺、洛罗皮切诺、Cures、特龙托河与阿泰尔诺河之间的阿布鲁佐大区、耶里堡及阿泰尔诺河南岸的克雷基奥等地都出土了石碑。此外，还有阿布鲁佐中部出土的青铜手镯上的铭文，以及波河河谷博洛尼亚和东南沿海巴里的两个公元前4世纪头盔上的铭文。

## 字母
公元前6世纪的南皮塞恩文最接近南伊特鲁里亚字母，其用q表示/k/，用k表示/g/：
⟨a b g d e v h i í k l m n o p q r s t u ú f *⟩
⟨.⟩是简化的⟨o⟩，⟨:⟩是简化的⟨8⟩，表示/f/。

## 语音
南皮塞恩语的辅音：
| 清塞音 | /p/, /t/, /k/ | 表示为 | ⟨p⟩, ⟨t⟩, ⟨k q⟩ |
| 浊塞音 | /b/, /d/, /ɡ/ | 表示为 | ⟨b⟩, ⟨d⟩, ⟨k⟩   |
| 擦音   | /f/, /s/, /h/ | 表示为 | ⟨:⟩, ⟨s⟩, ⟨h⟩   |
| 流音   | /l/, /r/      | 表示为 | ⟨l⟩, ⟨r⟩        |
| 鼻音   | /m/, /n/      | 表示为 | ⟨m⟩, ⟨n⟩        |
| 半元音 | /w/, /i/      | 表示为 | ⟨v u ú⟩, ⟨i⟩    |

在可以选择字位的情况下，语境决定了具体选择。滑音中，⟨v⟩、⟨u⟩用于词首的/w/，⟨ú⟩用于元音间或其他特殊语境的/w/。上表省略了特殊语境。

## 语例
印欧学家Calvert Watkins将贝兰泰墓志Sp TE 2作为最早的意大利语诗歌例子进行了研究，并认为其可能是原始印欧语诗歌形式的反映。下面的例文中，冒号用于分隔单词；原文则用3个竖排并列点（“三点冒号”）。
postin : viam : videtas : tetis : tokam : alies : esmen : vepses : vepeten
"沿路你会看到Titus Alius?的“长袍”，就埋?在这座坟墓里。"
带问号的词的翻译存疑，Fortson认为“toga”意为“覆盖”。
注意头韵法：viam、videtas；tetis、tokam；alies；esmen；vepses、vepeten。在发现碑文是，人们就考虑到了碑文可能是诗句的可能性。Watkins称其格式为“南皮塞恩诗”，定义为每诗节三行，每行7个音节，与《梨俱吠陀》每节三行，每行8音节的格式进行了对比。另外，每行都“以三音节词结束”。碑文如下
postin viam videtas
tetis tokam alies
esmen vepses vepeten
第一行应音节化：
po-stin vi-am vi-de-tas

## 书目
- Watkins, Calvert. . New York; Oxford: Oxford University Press. 1996.

## 阅读更多
- Adiego, Ignacio. "Ancora sul sostrato sudpiceno nei dialetti oschi settentrionali". In: Percorsi linguistici e interlinguistici: studi in onore di Vincenzo Orioles / a cura di Raffaella Bombi, Francesco Costantini. Udine: Forum, 2018, pp. 279–290. 2018.
- de Vaan, Michiel. 2008. Etymological dictionary of Latin and the other Italic languages. Leiden, The Netherlands: Brill.
- Martzloff, Vincent. "Questions d’exégèse picénienne". In: Autour de Michel Lejeune. Actes des journées d'études organisées à l'Université Lumière Lyon 2 – Maison de l'Orient et de la Méditerranée, 2-3 février 2006. (Collection de la Maison de l'Orient méditerranéen ancien. Série philologique, 43) Lyon: Maison de l'Orient et de la Méditerranée Jean Pouilloux, 2009. pp. 359–378. [www.persee.fr/doc/mom_0184-1785_2009_act_43_1_2672]
- Poultney, James. 1951. "Volscians and Umbrians." American Journal of Philology 72: 113–27.
- Wallace, Rex E. 2007. The Sabellic languages of ancient Italy. Languages of the World: Materials 371. Munich: LINCOM.
- Zamponi, Raoul. . Italian Journal of Linguistics. 2019, 31 (1): 193–222  [2023-11-14]. （原始内容存档于2023-11-16）.
- Zamponi, R. . Italian Journal of Linguistics. 2019a, 31 (2): 201–239.
- 理克斯·海爾姆特 (2004). Ausgliederung und Aufgliederung der italischen Sprachen. Languages in Prehistoric Europe. ISBN 978-3-8253-1449-1
- Stuart-Smith, Jane. . Oxford: Oxford University Press. 2004.